# پیز دال فورن
پیز دال فورن (به لاتین: Piz dal Fuorn) یک کوه در سوئیس است که در کانتون گراوبوندن واقع شده‌است. پیز دال فورن ۲٬۹۰۶ متر بالاتر از سطح دریا واقع شده‌است.